# Nowosełycia (obwód kirowohradzki)
Nowosełycia (ukr. Новоселиця) – wieś na Ukrainie, w obwodzie kirowohradzkim, w rejonie hołowaniwskim, w hromadzie Błahowiszczenśke. W 2001 liczyła 1530 mieszkańców, wśród których 1503 wskazało jako ojczysty język ukraiński, 23 rosyjski, 1 mołdawski, 1 białoruski, a 2 inny.